# Jelen bělohubý
Jelen bělohubý (Cervus albirostris) patří mezi velice vzácná zvířata, v Evropě jej chová méně než 10 zoologických zahrad. Domovem jelena bělohubého jsou horské louky a horské lesní oblasti asijských vysokých pohoří. Jelen bělohubý je monotypickou linií fylogeneticky rovnocennou linii zahrnující siku (se všemi poddruhy) a jelena wapiti (také se všemi poddruhy); oddělení od obou skupin nastalo zhruba před 2,5 miliony lety.
Samice je březí 270 dní a rodí 1, zřídka 2 mláďata. Hmotnost dospělého jedince je 130–150 kg a délka života průměrně 16–18 let. Živí se trávou a bylinami.

## Chov v zoo
V Česku je jelen bělohubý chován od roku 2000, kdy se první jedinci dostali do Zoo Ústí nad Labem. Tato zoo dnes patří mezi nejúspěšnější chovatele v Evropě. Na jaře roku 2015 s chovem tohoto jelena začala také Zoo Praha. Na Slovensku je od roku 2011 chová i ZOO Bojnice. V celé Evropě jeleny bělohubé chová 10 zoo, celosvětově dle databáze ZIMS 11 institucí.

### Chov v Zoo Praha
Chov začal v roce 2015. První mládě. které se podařilo úspěšně odchovat, se narodilo v květnu 2017. Byla to samička a o dva týdny později se narodil i samec. Na počátku roku 2018 byli chováni dva samci a čtyři samice. Stejný stav byl i na konci roku 2018. V červenci 2019 přišla na svět jedna samička. Další mládě se narodilo v září 2019.